# Кароль I
Ка́роль (Карл) I (нім. Karl I. von Hohenzollern-Siegmaringen, рум. Carol I; 20 квітня 1839, Зігмарінген, Німеччина — 27 вересня (10 жовтня н. ст.) 1914) — князь («домнітор») Румунії (1866—1881), а потім з 26 березня 1881 перший король Румунії, з німецького католицького дому Гогенцоллернів-Зігмарінгенів, син князя Карла Антона.
Німецький генерал-фельдмаршал (20 квітня 1909 року), російський генерал-фельдмаршал (17 вересня 1912 — останнє присвоєння звання в Російській імперії). 5 вересня 1877 року удостоєний Військового Ордена Св. Великомученика і Переможця Георгія 3-й ст., А 29 листопада 1877 року Військового Ордена Св. Великомученика і Переможця Георгія 2-й ст. З 18 липня 1898 був шефом 18-го піхотного Вологодського полку.

## Біографія

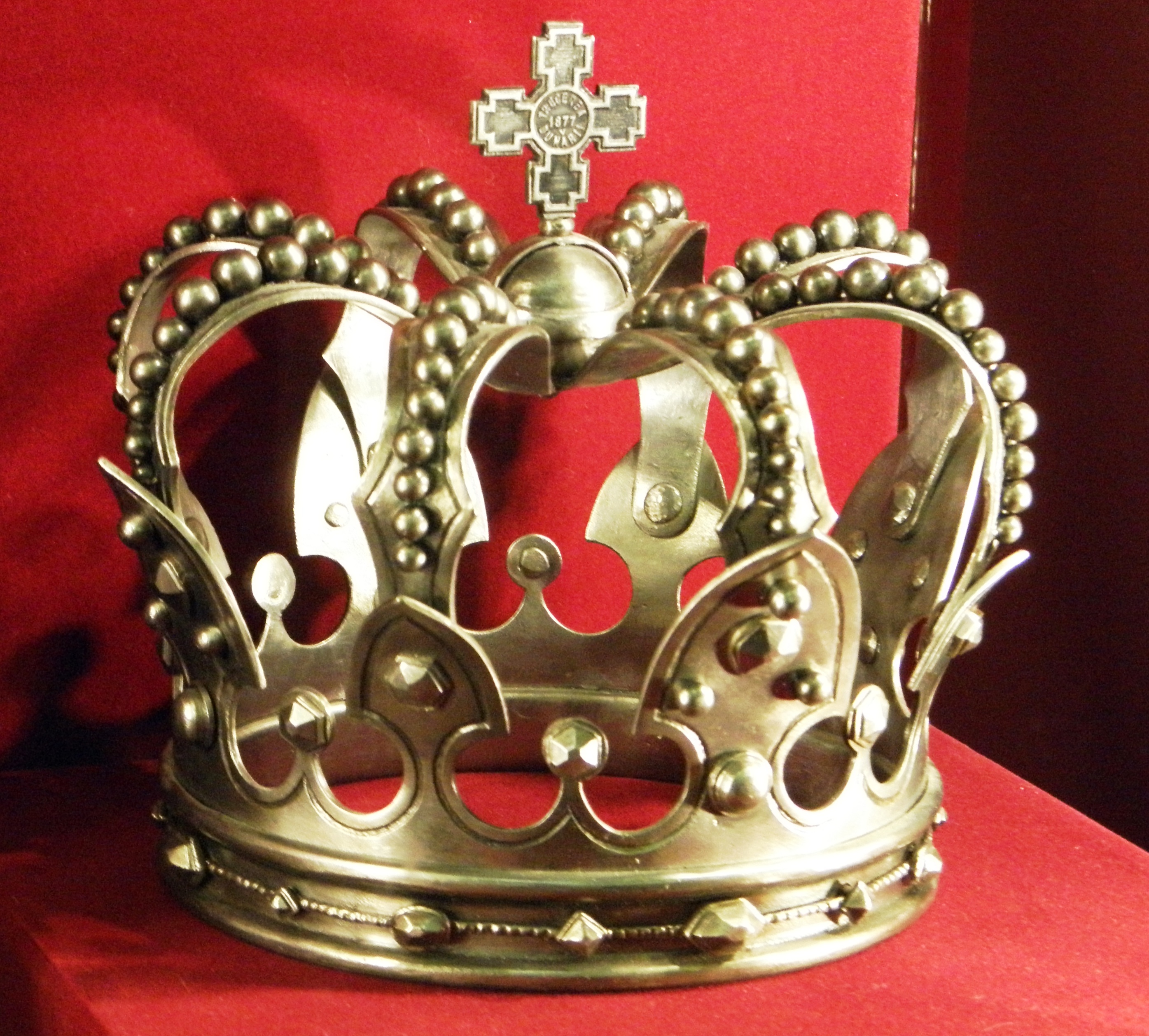
Копія Залізної корони

Карл Ейтель Фрідріх Людвіг фон Гогенцоллерн-Зігмарінген народився в Німеччині. Батько — князь Карл Антон Гогенцоллерн-Зігмарінген — був певний час міністром-президентом Пруссії. Мати — Жозефіна Баденська, дочка Карла, великого герцога Баденського. У 1849 році батько принца Карла, князь Карл Антон, поступився своїми володіннями далекому родичу Фрідріху Вільгельму IV.
Карл отримав освіту в Дрездені (Саксонія) і Бонні (Північна Рейн-Вестфалія), а також відмінну військову освіту в Школі курсантів у Мюнстері, потім в Школі артилерії та інженерії в Берліні. Був офіцером прусської армії, брав участь у Данській війні 1864 року.
До поворотного моменту в своїй біографії Карл дослужився до чину капітана в гвардійському драгунському полку в Кобленці. Він заробив репутацію бездоганного офіцера, а міжнародна обстановка навколо Придунайських князівств з волі країн — учасниць Паризького мирного конгресу 1856 р. складалася таким чином, що його кандидатура незабаром була затребувана в ролі глави нової держави — Румунії.
Князівство Румунія було створено шляхом об'єднання Молдавії та Валахії. Щоб виключити конфлікти за національною ознакою і гарантувати стабільність, для управління країною румунськими правлячими колами було вирішено закликати іноземця із уже існуючих монархічних домів. У числі можливих кандидатів виявився 27-річний принц Карл Гогенцоллерн-Зігмарінген.
Карл прийшов до влади після анархії, викликаної поваленням Александра Йоана Кузи, коли перед Румунією виникла небезпека розпаду і нового підпорядкування Туреччині. Так як Австрійська імперія не вітала цього обрання, Карлу-Каролю довелося добиратися з Пруссії в своє князівство по залізниці через Австрію інкогніто. Доїхавши до румунського кордону, він пересів в наданий йому екіпаж (в Румунії не було залізниць) і прибув у Бухарест, де його захоплено вітало населення. Йому довелося долати неприязнь багатьох боярських родин, які насилу мирилися з приходом до влади іноземця. Карл отримав ключ від воріт міста і склав присягу (говорив французькою) перед країною, якій відтепер повинен був служити. У травні 1866 року у будівлі міської метрополії Карл Законодавчими зборами проголошується князем Валахії і Молдавії. Останніми словами присяги Кароля (так його стали називати румуни) перед країною були такі: «Я народився в іншій країні, розмовляю іншою мовою, але, ступивши на румунську землю, я відтепер — румун». Цей момент став моментом народження династії, а також початком періоду великих змін в румунському суспільстві.
Відразу після принесення Каролем присяги Туреччина стала стягувати війська до румунського кордону, але після того як провідні європейські держави звинуватили її в спробі окупувати князівство, була змушена відмовитися від інтервенції.
1 липня 1866 року Установчими зборами був прийнятий новий Основний Закон. Прикладом і основою для проекту першої румунської конституції була конституція Бельгії 1831 року. Перша румунська конституція виявилася дуже ліберальною і демократичною, містила положення про поділ влади, відповідальність міністрів, утвердження прав і свобод та ін. Конституція закріплювала нову назву держави — Румунія та її статус — конституційна спадкова монархія.
Своїм першочерговим завданням Кароль I бачив набуття Румунією справжньої незалежності. Восени 1866 року в Стамбулі почалися переговори, в результаті яких Румунія отримала статус «привілейованої провінції і складової частини Османської імперії». Армія князівства була обмежена 30 000 чоловік, на румунських грошах повинен був бути символ Османської імперії, князь не мав права засновувати державні нагороди та укладати договори з іншими державами. Єдине, чого домоглася Румунія — це визнання турецьким султаном спадковості влади князя.
Кароль I спробував налагодити відносини з провідними європейськими державами, але Румунія виявилася заручницею їхніх політичних інтриг. Навіть Бісмарк, який прихильно ставився до князя, закликав його не поспішати з проголошенням незалежності.
Нестабільною була обстановка і всередині держави. Зростало невдоволення селян. Поширювалися ідеї антимонархізму. У ніч на 9 серпня 1870 року жителі Плоєшті підняли повстання і проголосили республіку, але заколот було швидко придушено урядовими військами. 23 березня 1871 року Кароль I звернувся до Національних зборів з ультиматумом. Князь зажадав налагодити ситуацію в країні, інакше він зречеться престолу. Ультиматум викликав паніку в парламенті. На тлі революційних подій у Франції парламент почав проводити реакційну політику.
Під час правління Кароля І була знята напруженість у відносинах з царською Росією. 24 квітня 1877 року Росія оголосила війну Османській імперії. Румунія підтримала Росію, так як для неї це був шанс здобути незалежність. Кароль надав можливість російським військам пройти через територію Румунії. Румунські солдати і офіцери брали участь в бойових діях. Під час облоги Плевни Кароль I виконував обов'язки головнокомандувача. За взяття Плевни Олександр I нагородив Кароля орденами Андрія Первозванного і Георгія Побідоносця II ступеня.
Пізніше, однак, в російсько-румунські відносини погіршились. Відповідно до умов укладеного у 1878 році перемир'я з Туреччиною, до Росії відходила Південна Бессарабія, що належала Румунії, і тим самим забезпечувався вихід до Босфору і Дарданелл. Крім того, за російською армією закріплювалося право вільного проходу по румунській території. Кароль виступив різко проти, у відповідь Олександр II пригрозив окупувати Румунію, а її армію — роззброїти. Ґрунт для конфлікту усунув Берлінський конгрес 1878 року, згідно з рішеннями якого південь Бессарабії переходив до Росії, але від коридору на румунській території вона відмовилася. Сан-Стефанський договір і Берлінський трактат у 1878 році визнали повну незалежність Румунії і приєднання до неї більшої частини Добруджі.
У вересні 1912 Микола II дарував Каролю I чин генерал-фельдмаршала російської армії. Не виключено, що цей акт мав на меті російської зовнішньої політики віддалити Румунію від Австро-Угорщини і Німеччини, з якими Бухарест уклав ще в 1883 р. секретний союз.
У березні 1881 року князь проголосив Румунію королівством, наполегливо надаючи її політиці самостійності. Коронація відбулася 10 травня 1881 року, в 15-ту річницю прибуття Карола в Бухарест і проголошення його князем. Для коронації першого короля Румунії була виготовлена корона, яка була відлита в Бухаресті зі сталі трофейної турецької гармати, захопленої румунами під час війни за незалежність проти Османської імперії під час битви під Грівіци 30 серпня 1877 року. За бажанням Кароля корона була зроблена з чистої сталі, без додавання золота, щоб підкреслити героїзм румунських солдатів. Ця ж корона використовувалася при коронації Фердинанда I і королеви Марії Единбурзької у 1922 році на румунський престол, потім при коронації Міхая I Румунського патріархом Румунським, Никодимом Мунтяну 6 вересня 1940 року.
Наступні роки правління Кароль I присвятив реформам, зміцненню династії і підвищенню міжнародного престижу Румунії. Країна вийшла на шлях швидкого економічного розвитку: були створені найважливіші галузі промисловості, проведена грошова реформа, побудовані залізниці, створені сучасні економічні інститути. Під час його правління був прийнятий перший закон про організацію армії, побудована перша залізниця в Джурджу у 1869 році і відкритий порт Констанца і Чорнаводе. Бухарест був модернізований і став, за словами іноземців, одним з найкрасивіших міст Європи. Також було введено нове газове освітлення по всьому місту, а у 1882 році проведене електричне світло. Загалом правління Кароля І характеризувалося політичною стабільністю.
У Карпатах Кароль I побудував королівську резиденцію для майбутнього спадкоємця престолу Фердинанда і його сім'ї — замок Пелеш — перлину в стилі неоренесансу, символ монархічної Румунії.
Згодом Румунія почала висувати територіальні претензії до сусідів. У Першій балканській війні Румунія зайняла вичікувальну позицію, а у Другій балканській війні приєдналася до антиболгарської коаліції. За підсумками війни у 1913 році Румунія отримала Південну Добруджу.
З початком Першої світової війни багато причин спонукали Кароля I приєднатися до Німеччини: і національні почуття, і сімейна солідарність, і прямий тиск Берліна. Вільгельм II закликав румунського короля «виконати обов'язок Гогенцоллерна». Але Кароль, враховуючи опір більшості румунського суспільства, після болісних роздумів не пішов на акт національної зради й ухвалив рішення про зречення від престолу. Зберігся текст, який він планував прочитати на засіданні Коронної ради. «Становище в Румунії прийняло останнім часом настільки загрозливого оберту, що я не можу більше нести відповідальність за її долю … — писав він. — Я не можу більше залишатися на чолі країни, яка відмовляє мені у своїй довірі. Мені нескінченно важко приймати це рішення, бо я добре уявляю собі, до яких наслідків можуть призвести необдумані дії Румунії. У мене розривається серце від думки, що створена мною румунська армія сьогодні може направити зброю проти тієї сторони, якій я сподівався надати допомогу».
Здійснити акт зречення Каролю завадила раптова смерть 10 жовтня 1914 року, яка настала, за обґрунтованим припущенням, в результаті важкого стресу. У своєму заповіті король висловив почуття любові і поваги до свого народу, закликав до збереження державної незалежності, розвитку культури і т. д. Незважаючи на своє зізнання, що він залишився католиком, Кароль І попросив поховати його в православному храмі, де була хрещена його маленька донечка Марія — в Куртя-де-Арджеш. Спадкоємцем трону король назвав другого сина свого старшого брата — Фердинанда. Це гарантувало безперервність династії Гогенцоллернів на престолі Румунії. Королева Єлизавета пережила свого чоловіка на два роки. Похована поруч з чоловіком в Куртя-де-Арджеш.

## Кароль I в кіно
Особистість Кароля I знайшла відображення в ряді екранізацій. Найбільш відомий румунський фільм 2009 року, який так і називається «Кароль I». Роль князя в ньому зіграв широко відомий радянському глядачеві по бойовиках з комісаром Міклованом Серджіу Ніколаеску. На момент зйомок акторові був 79 рік, але він чудово впорався з роллю.